# Сагара Содзо
Сагара Содзо (яп. 相楽 総三 Сагара Со:дзо:, 1839 — 26 марта 1868) — самурай конца периода Эдо, командир Сэкихотая. Сагара разделял идеологию Сонно Дзёи («Да здравствует император, долой варваров») и принадлежал к Исин Сиси — радикальным империалистам.

## Биография

### Ранние годы
Сагара Содзо родился в 1839 году и был пятым ребёнком в семье госи (сельского самурая) по имени Кодзима Хёма из уезда Сома в провинции Симоса (в настоящее время город Торидэ в префектуре Ибараки). Впоследствии семья Кодзимы перебралась в Эдо, так что Сагара появился на свет уже в эдоском районе Акасака. Настоящее его имя было Кодзима Сиродзаэмон Масамицу, у него было трое старших братьев и сестра. Он получил хорошее образование, обучившись военной стратегии, поэзии и кокугаку (изучение японской истории и литературы до начала китайского влияния).
В 1864 году, оказавшись в княжестве Мито, Сагара принял участие в восстании Тэнгу-то. За несколько лет до этого путешествовал по региону Канто, организовывая добровольческие отряды из людей, поддерживавших идеологию «Сонно Дзёи», для борьбы с силами бакуфу.
В 1864 году Сагара женился на Ватанабэ Тэру, дочери самурая, служившего роду Юки-Мацудайра из провинции Идзумо. Вскоре у них родился сын, Кавадзиро.

### Сэкихотай
Сагара имел связи с сацумскими лидерами в Эдо, и в 1867 году по их приказу организовал отряд под названием Сомотай (яп. 草莽隊), который занимался террористической деятельностью, устраивал поджоги и мародёрствовал. Делалось это для того, чтобы спровоцировать силы сёгуната на ответный удар, который дал бы возможность Сацуме и Тёсю развязать открытое противостояние с бакуфу. Замысел удался: в январе 1868 года самураи княжества Сёнай, верного бакуфу, подожгли сацумскую резиденцию в Эдо, что послужило началом гражданской войны Босин.
Сразу после битвы при Тоба — Фусими Сагара прибыл в Киото, откуда войска Сацумы и Тёсю двинулись на Эдо. По приказу Сайго Такамори, командовавшего сацумскими силами, Сагара сформировал отряд под названием Сэкихотай, который должен был идти в авангарде армии, собирая под свои знамёна противников сёгуната. Чтобы привлечь людей, Сагара, с разрешения командования, от имени нового правительства обещал наполовину снизить земельный налог. Однако уже через несколько недель правительству стало ясно, что столь радикальное снижение налога не может быть осуществлено. К тому же Сэкихотай усиливал анархические тенденции в регионе. Правительство приказало отряду свернуть деятельность.

### Смерть
Сагара, оставив своё подразделение в Симосуве (в то время — одна из 69 станций на тракте Накасэндо, в настоящее время посёлок в префектуре Нагано), отправился в ставку командования, чтобы узнать о его целях. В это время войска сёгуната подошли к Симосуве и столкнулись с первым подразделением Сэкихотая недалеко от Симосувы, у перевала Усуи (яп. 碓氷峠). Силы сёгуната потерпели поражение, однако поскольку Сэкихотай формально не получал разрешения на боевые действия, Сагара был арестован за неподчинение приказам, и 26 марта (3 марта по лунному календарю) 1868 года ему отрубили голову в Симосуве вместе с семью другими офицерами.
Жена Сагары, узнав о казни мужа, совершила самоубийство вслед за ним. Их сына взяла к себе семья старшей сестры Сагары. Кимура Камэтаро, внук казнённого, заинтересовался судьбой деда и сумел, хотя и с большим трудом, восстановить его доброе имя. В 1928 году Хирохито (Император Сёва) посмертно пожаловал Сагаре пятый ранг первой степени (яп. 正五位) по японской Табели о рангах, а впоследствии разрешил почитать его в храме Ясукуни.
Могила Сагары находится на токийском кладбище Аояма. В Симосуве существует мемориал в честь Сагары и его солдат, называемый Сакигакэ-дзука (яп. 魁塚, «курган первопроходцев») или Сагара-дзука (яп. 相楽塚, «курган Сагары»).